# Kruittorenstraat (Bredevoort)
De Kruittorenstraat is een straat in het oude centrum van Bredevoort die vanuit zuidelijke richting gezien vanaf 't Zand naar het noorden loopt waar deze eindigt op het kruispunt van de Pastoorsdijk.

## Geschiedenis
De naam Kruittorenstraat herinnert aan de ontplofte kruittoren van het Kasteel Bredevoort tijdens de Kruittorenramp van 1646. De straat is gelegen naast de plek waar deze kruittoren ooit stond.

## Herinrichting

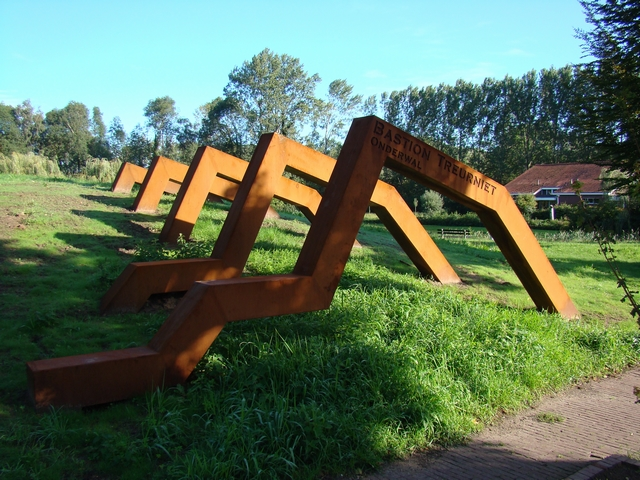
Kunstwerk Treurniet Bredevoort

In 2009 en 2010 heeft de Kruittorenstraat een opknapbeurt gehad. Het asfalt werd vervangen voor een klinkerstraat, ook werden nostalgische straatlantaarns geplaatst net als in de andere straten binnen het historisch centrum. Vanaf de Pastoorsdijk werd een looproute gemaakt voorzien van cortenstalen kunstobjecten. Aan het begin staan stalen rietpluimen ter herinnering dat hier ooit een moeras was. Dan een rij bootjes ter herinnering aan het ontzet van Bredevoort in 1606. Bij de restanten van bastion Treurniet staan cortenstalen ribben in de vorm van de onderwal die hier lag.
Ambthuiswal · Ambtshof · Bastionstraat · Bleekwal · Boterstraat · Frederik Hendrikstraat · Ganzenmarkt · Gasthuisstraat · Hozenstraat · Izermanstraat · Kerkstraat · Kleine Gracht · Kloosterdijk · Koppelstraat · Kruittorenstraat · Landstraat · Markt · Muizenstraat · Officierstraat · Pater Jan de Vriesstraat ·  Prins Mauritsstraat · Prinsenstraat · Roelvinkstraat · Stadsbroek · Stationsweg · Vismarkt · 't Walletje · 't Zand